# Gongqian
Gongqian är en köpinghuvudort i Kina. Den ligger i provinsen Zhejiang, i den östra delen av landet, omkring 210 kilometer öster om provinshuvudstaden Hangzhou. Antalet invånare är 10 867. Befolkningen består av 5 379 kvinnor och 5 488 män. Barn under 15 år utgör 6,0 %, vuxna 15-64 år 73 %, och äldre över 65 år 20,0 %.
Närmaste större samhälle är Shenjiamen, 14,0 km norr om Gongqian. 
Genomsnittlig årsnederbörd är 1 783 millimeter. Den regnigaste månaden är juni, med i genomsnitt 312 mm nederbörd, och den torraste är januari, med 53 mm nederbörd.